# La 25e Heure du Livre
La 25e Heure du Livre est d'abord une association, créée en 1978, de la vie culturelle du Mans, qui a pour objectif de promouvoir la culture, notamment par le livre, en proposant des rendez-vous entre les publics, les auteurs, les livres et les différents acteurs de la chaîne du livre. C'est également le nom du salon du livre du Mans, un des plus anciens de France, qui se tient chaque année au mois d'octobre, organisé par cette même association en coproduction avec la Ville du Mans,.

## Historique du salon
Le salon est d'abord un salon généraliste, ouvert à toutes les formes d'écriture, ainsi qu'à tous les genres, et se tient à l'occasion de la rentrée littéraire. Selon les années, il a pu opter pour une thématique. Par exemple, entre 2002 à 2018, il fut dédié aux « Peuples Premiers ». Depuis 2019, l'accent est davantage porté sur les enjeux liés à l'environnement et au développement durable.
Il est le lieu de la remise de prix littéraires comme le prix Coup de cœur de la 25e Heure du Livre, le prix Imaginaire de la 25e Heure du Livre, le prix de la nouvelle inédite (prix de la Ville du Mans), ainsi que le prix Dimoitou. Il a également hébergé un temps le prix du polar Michel Lebrun.
De 2009 à 2013, le salon se tient quai Louis Blanc, au Mans, au pied de la muraille gallo-romaine et de la Cité Plantagenêt.
De 2009 à 2017, le magazine Lire est partenaire de l'association La 25e Heure du Livre.
En 2014, le salon du livre change de lieu : il quitte les quais de la Sarthe pour rejoindre la place des Jacobins et son nouvel ensemble culturel des Quinconces. L'association La 25e heure du livre déménage au 5, rue des Jacobins, au Mans, à compter du 31 janvier 2015.
Le salon attire chaque année environ 30 000 visiteurs ; plus de 150 auteurs sont présents.

## Les thématiques du salon au fil du temps
- Dernière rétrospective sur les peuples premiers, 41e édition, les 5, 6 et 7 octobre 2018
- « Courons au salon du livre du Mans. Littératures nomades », 40e édition, les 7 et 8 octobre 2017
- « Littératures nomades », 39e édition, les 8 et 9 octobre 2016[7]
- « La rencontre des auteurs Peuples premiers », 38e édition, les 10 et 11 octobre 2015
- « Les peuples du fleuve Congo », 37e édition, du 3 au 5 octobre 2014[8]
- « Sur la route des Incas », 36e édition, octobre 2013[9]
- « L'Océanie en livres », 35e édition, 12 au 14 octobre 2012[9]
- « L'Afrique en livres », 34e édition, les 8 et 9 octobre 2011[10]
- « Mayas d'hier et d'aujourd'hui », 33e édition du Salon du livre du Mans, les 16 et 17 octobre 2010[11]
- « Nomades des steppes », 32e édition, les 10 et 11 octobre 2009[4]
- « Les peuples des auteurs », octobre 2008
- « Peuples des mers », octobre 2007
- « Les Premiers des premiers : Lucy, Abel, Orrorin, Toumaï et les autres », octobre 2006
- « Indiens d'Amazonie », octobre 2005
- « Nomades du désert », octobre 2004
- « Indiens d'Amérique », octobre 2003
- « Inuit et les peuples du froid », octobre 2002

## Invités
Quelques auteurs célèbres

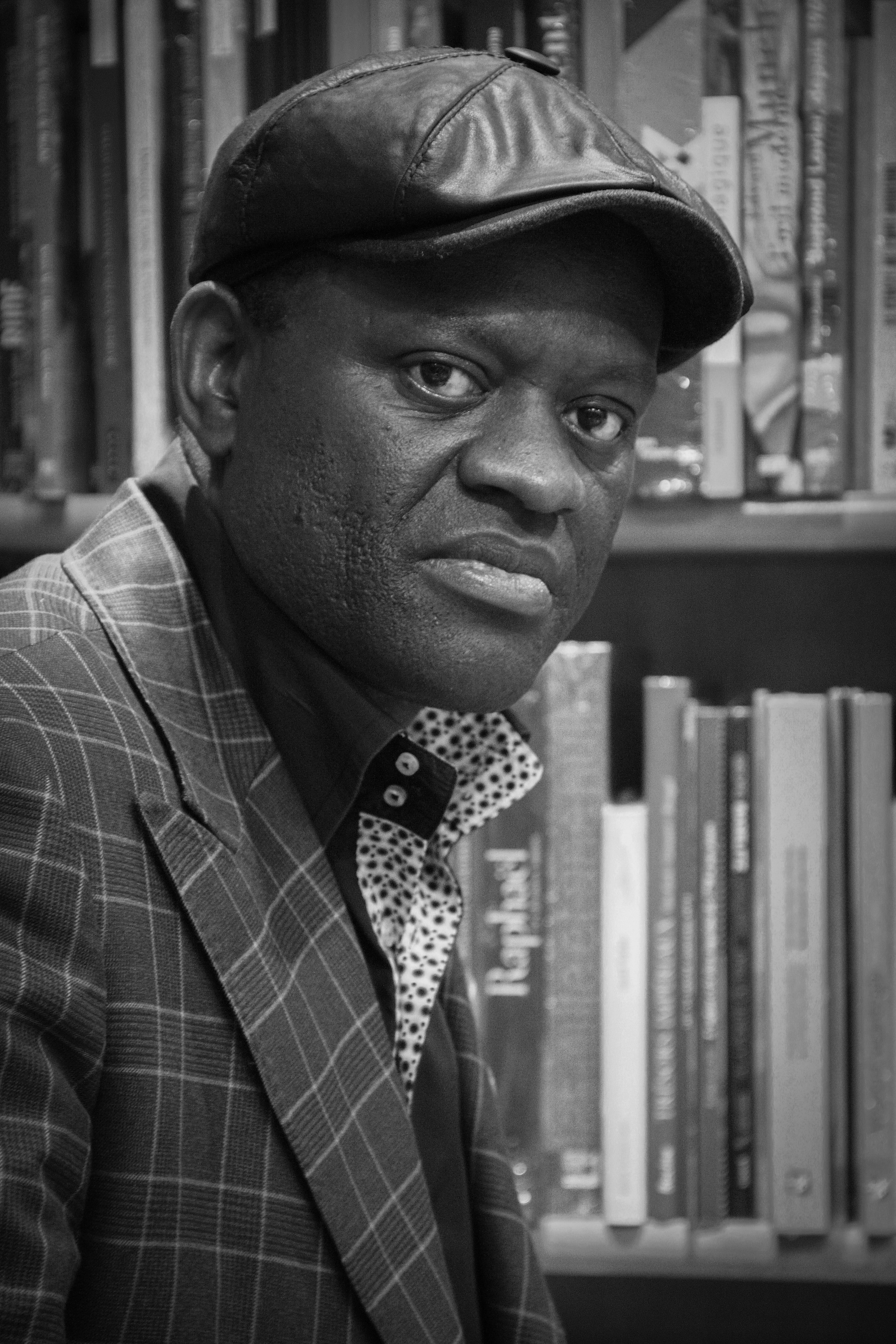
Alain Mabanckou 02 en 2013

Olivier Adam (2014), Jérôme Attal (2014), Aurélien Bellanger (2012), Richard Bohringer(2012), Jean-Pierre Coffe, Lionel Duroy (2013, 2015), Joseph Joffo (2012), Jean-François Kahn, Douglas Kennedy (2013), Agnès Martin-Lugland (2014), Alain Mabanckou (2014, 2015), Jacques Salomé, Bernard Werber (2016), Zep (2016),, Katherine Pancol, Costa-Gavras (2018), Carène Ponte (2019).
Liste d'invités
- Liste des invités de 2015 publiée dans Le Maine libre
- Liste des invités de 2014 publiée par Ouest-France
- Liste des invités de 2013 publiée dans Le Maine libre